# 4e régiment de marche du 1er étranger
Le 4e régiment de marche du 1er étranger, appelé couramment « Légion garibaldienne », est une unité militaire française de la Légion étrangère existant de façon éphémère de 1914 à 1915. Ses membres étant tous Italiens, lorsque l’Italie entre en guerre, ils poursuivent le combat sur le front italien.
Après s'être illustré en Argonne (bois de Bolante) en décembre 1914 le régiment est dissous le 5 mai 1915 du fait de l’entrée en guerre de l’Italie et du départ de la majorité des effectifs vers leur pays d’origine.

## Création et différentes dénominations
- 5 novembre 1914 création du 4e régiment de marche du 1er étranger.
- 5 mai 1915 : dissolution du régiment

## Historique des garnisons, campagnes et batailles

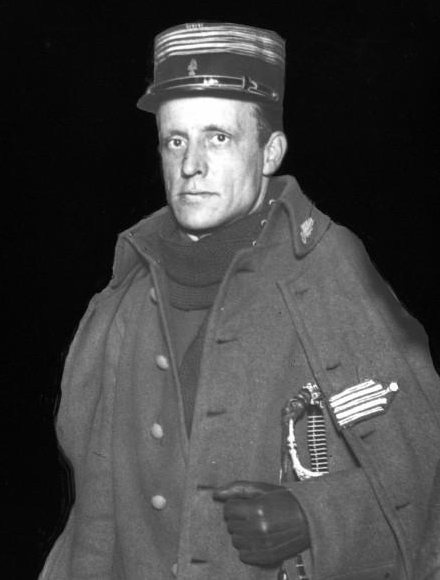
Peppino Garibaldi en 1915

Le 4e de marche du 1er étranger est formé le 5 novembre 1914 à partir des dépôts de Nîmes et de Montélimar. Constitué en majorité d’Italiens, il comprend alors un état-major et trois bataillons (deux provenant de Montélimar et un de Nîmes). À sa création le régiment est constitué de 57 officiers, 2 114 sous-officiers et hommes de troupe et compte 184 chevaux et mulets.
Du 10 novembre au 16 décembre le régiment séjourne au camp de Mailly sous l’autorité du général de Torcy, commandant de la 20e région. Le 24 décembre, il bivouaque à la Pierre Croisée et est intégré à la 10e division d'infanterie (général Gouraud) du IIe corps d’armée (général Gérard).
L'unité est alors rapidement engagée dans les combats :
- Le 25 décembre, les 1er et 2e bataillons attaquent les tranchées allemandes au plateau de Bolante mais doivent rapidement refluer. Les pertes sont de 161 hommes (30 tués dont 4 officiers, 113 blessés dont 5 officiers et 18 disparus).
- Le 5 janvier, le 2e bataillon lance une attaque à partir des tranchées à l’ouest du Four de Paris mais reçoit rapidement l’ordre de repli. Ce même jour, les 1er et 3e bataillons rejoignent la Chalade et la Sapinière et lancent également une attaque contre les lignes allemandes (combat de Courtechausse). Les deux bataillons, après avoir conquis trois tranchées, doivent finalement se replier à la suite d'une contre-attaque allemande.
- Le 8 janvier, le 2e bataillon contre-attaque (combat de la cote 285).
- Les 8 et 9 janvier, le 1er bataillon combat au ravin des Meurissons (bilan 111 hommes hors de combat : 15 tués, 42 disparus et 54 blessés).
- Les 8 et 10 janvier, le 3e bataillon combat à la Pierre Croisée.

À sa dissolution, le 5 mai, les pertes cumulées du 4e de marche du 1er étranger sont de 566 hommes : 93 tués, 136 disparus et 337 blessés (JMO).

## Liste des chefs de corps
- 1914 - 1915 : Lieutenant-colonel Peppino Garibaldi

## Personnalités ayant servi au sein du régiment
- L'écrivain italien, Curzio Malaparte (Curt Erich Suckert).
- Lazare Ponticelli, le dernier Poilu de France.
- Lamberto Duranti (1890-1915), un patriote et journaliste italien.

## Sources et bibliographie

### Sources
- JMO du 4e régiment de marche du 1er étranger sur le site Mémoires de hommes du ministère des armées.